# カーヴェ・レザーイー
カーヴェ・レザーイー（ペルシア語: کاوه رضائی、Kaveh Rezaei、1992年4月5日 - ）は、イランのプロサッカー選手。ポジションはFW。トラークトゥール・サーズィーFC所属。イラン代表。
日本語では「カヴェフ・レザエイ」と表記されることがある。

## 来歴

### 代表
AFC U-16選手権2008では大会得点王となる活躍で、優勝に貢献した。2009 FIFA U-17ワールドカップに出場、チームはベスト16。
AFC U-19選手権2010に出場し、対イエメン戦で2ゴールを記録した。チームはグループリーグ敗退。
2014年のAFC U-22選手権2013ではチームはグループリーグ敗退だったが、対日本戦での2ゴールと対クウェート戦のハットトリックの計5得点で大会得点王となった。同年のアジア大会にも出場した。
A代表初出場は、2015年9月8日の2018 FIFAワールドカップ・アジア2次予選・対インド戦。

## タイトル

### クラブ
ゾブ・アハン
- ハズフィー・カップ : 2014-15, 2015-16

### 代表
- AFC U-16選手権2008

### 個人
- AFC U-16選手権2008 得点王
- AFC U-22選手権2013 得点王